# 崇天曆
《崇天曆》，是中国古代曆法，北宋使用的第五部历法，屬於陰陽曆。
宋仁宗、刘太后命学者楚衍与历官宋行古在天章阁主持修制，天圣元年（1023年）修成，天圣二年（1024年）颁布施行。回归年（岁实）为365.2446日，朔望月（朔策）为29.53059日。此历推算交食较符合天文实际。仁宗朝用此历前后达40多年。宋英宗治平元年（1064年），被《明天曆》取代。宋神宗熙宁元年（1068年），重新恢复施行《崇天曆》。熙宁七年（1074年），被《奉元曆》取代。